# Voltor sylphis
Voltor sylphis is een insect uit de familie van de mierenleeuwen (Myrmeleontidae), die tot de orde netvleugeligen (Neuroptera) behoort. 
Voltor sylphis is voor het eerst wetenschappelijk beschreven door van der Weele in 1907.